# Derafsh Kaviani

Il Derafsh Kaviani

Il Derafsh Kaviani ((FA)  دِرَفشِ کاویانی - Drafš-e Kāvīān) era uno stendardo che veniva utilizzato dai re Sasanidi; è anche chiamato lo "Stendardo di Jamshid" (Drafš-ī Jamshid), lo "Stendardo di Farīdūn" (Drafš-ī Freydun) oppure anche lo "Stendardo Reale" (Drafš-ī Kayi).

## Descrizione
Il leggendario vessillo dell'Iran era costituito da una lunga fascia rettangolare di cuoio, atta a ricordare il grembiule da fabbro di Kāveh, il mitico eroe della mitologia persiana che capeggiò la rivolta contro il demone tiranno Zahāk.
Il racconto epico del X secolo, lo Shāh-Nāmeh, vuole che Kāveh usasse il suo grembiule come stendardo, per rassemblare il popolo. Dopo la sconfitta del tiranno, il popolo decorò il grembiule con gioielli e fece dell'improvvisato stendardo, il simbolo della resistenza.
Firdūsī cita  il grembiule di cuoio come il simbolo dell'indipendenza iraniana e dello spirito di resistenza delle masse di fronte agli invasori stranieri. La bandiera era decorata di fasce di seta gialla,  magenta e rosso scarlatto.

## Significato
Il nome Drafš-e Kāvīān vuole dire "lo stendardo dei re" in pahlavi, oppure "di Kāveh".

## Storia

### Dinastia achemenide (559-323 a.C.)
Nell'Impero achemenide,  sotto Ciro II, la bandiera imperiale persiana era di forma rettangolare e divisa in quattro triangoli uguali. I triangoli erano due a due dello stesso colore, ma lo stendardo ufficiale era lo Derafsh Kaviani.

### Dinastia sasanide (224-651)
Nell'Impero sasanide, la bandiera era ancora di cuoio e di forma rettangolare, ornata di gioielli, con una stella a quattro punte centrale. Questa stella è chiamata  Akhtare Kaviani (la stella di  Kaviani) nello Shāh-Nāmeh. Alla fine del periodo sasanide, il Derafsh Kaviani venne elevato a stendardo delle dinastie sasanidi e dell'Impero ariano (Ērānšāhr); si tratta quindi della prima bandiera nazionale iraniana.
A seguito della conquista islamica della Persia, lo stendardo sasanide venne preso da tale Zerar bin Katta, che per esso ricevette 30 000 dinari. Una volta in possesso dello stendardo, il califfo Umar ne fece rimuovere i gioielli prima di bruciarlo.